# Kia Rio
Kia Rio er en personbilsmodel produceret af Kia Motors siden efteråret 1999. Modellen kom til Danmark i 2001.
Den første generation tilhørte den lille mellemklasse, mens anden og tredje generation "kun" er minibiler.

## Rio (type DC, 1999−2005)
Den første generation kom på markedet i Sydkorea den 6. november 1999. Ved den europæiske introduktion i august 2000 fandtes kun hatchbackudgaven som blev betegnet som så af producenten, men i realiteten var en lille stationcar i stil med f.eks. Škoda Felicia/Fabia Combi.
I midten af 2001 fulgte en firedørs sedan, som primært var tilegnet Østeuropa.
Rio fandtes med to benzinmotorer på hhv. 1,3 liter med 75 hk og 1,5 liter med 98 hk. I USA fandtes der også en 1,6'er med 106 hk.

### Facelift
I oktober 2002 gennemgik Rio et facelift, som medførte en ændring af fronten (frem til oktober 2003 med orange blinklysafdækninger), en forbedret undervogn samt bedre sæder. Motorerne blev ligeledes modificeret, så 1,3'eren nu ydede 82 hk og 1,5'eren 97 hk.
- Kia Rio hatchback
(2003–2005)
- Bagfra
- Kia Rio sedan
(2002–2005)

### Tekniske data
|                                                | 1,3                 | 1,3                 | 1,5                             | 1,5                             |
| Byggeperiode                                   | 1999−2002           | 2002−2005           | 1999−2002                       | 2002−2005                       |
| Motordata                                      |                     |                     |                                 |                                 |
| Motorkode                                      | A3E                 | A3E                 | A5D                             | A5D                             |
| Motortype                                      | R4-benzinmotor      | R4-benzinmotor      | R4-benzinmotor                  | R4-benzinmotor                  |
| Antal ventiler pr. cylinder                    | 2                   | 2                   | 4                               | 4                               |
| Ventilstyring                                  | OHC, tandrem        | OHC, tandrem        | DOHC, tandrem                   | DOHC, tandrem                   |
| Fødesystem                                     | Multipoint          | Multipoint          | Multipoint                      | Multipoint                      |
| Trykladning                                    | –                   | –                   | –                               | –                               |
| Køling                                         | Vandkøling          | Vandkøling          | Vandkøling                      | Vandkøling                      |
| Boring × slaglængde                            | 75,5 × 75,0 mm      | 75,5 × 75,0 mm      | 75,5 × 83,4 mm                  | 75,5 × 83,4 mm                  |
| Slagvolume                                     | 1343 cm³            | 1343 cm³            | 1493 cm³                        | 1493 cm³                        |
| Kompressionsforhold                            | 9,4:1               | 9,5:1               | 9,3:1                           | 9,5:1                           |
| Maks. effekt ved omdr./min.                    | 55 kW (75 hk) /5400 | 60 kW (82 hk) /5500 | 72 kW (98 hk) /5800             | 71 kW (97 hk) /5500             |
| Maks. drejningsmoment ved omdr./min.           | 113 Nm /3000        | 116 Nm /3000        | 138 Nm /4500                    | 132 Nm /4500                    |
| Kraftoverførsel                                |                     |                     |                                 |                                 |
| Drivende hjul                                  | Forhjul             | Forhjul             | Forhjul                         | Forhjul                         |
| Gearkasse (standardudstyr)                     | 5-trins manuel      | 5-trins manuel      | 5-trins manuel                  | 5-trins manuel                  |
| Gearkasse (ekstraudstyr)                       | –                   | –                   | 4-trins automatisk              | 4-trins automatisk              |
| Præstationer                                   |                     |                     |                                 |                                 |
| Topfart                                        | 165 km/t            | 165 km/t            | 175 km/t (170 km/t)             | 175 km/t (170 km/t)             |
| Acceleration 0-100 km/t                        | 14,3 sek.           | 14,3 sek.           | 11,6 sek. (14,2 sek.)           | 11,6 sek. (14,2 sek.)           |
| Brændstofforbrug pr. 100 km ved blandet kørsel | 7,2 liter Blyfri 91 | 6,7 liter Blyfri 91 | 7,3 liter (8,7 liter) Blyfri 91 | 7,1 liter (8,3 liter) Blyfri 91 |
| CO2-udslip ved blandet kørsel                  | 170 g/km            | 158 g/km            | 173 g/km (207 g/km)             | 169 g/km (196 g/km)             |

1. ↑  Værdier i ( ) gælder for versioner med automatgear.

## Rio (type JB, 2005−2011)
I juli 2005 kom den anden generation af Rio på det europæiske marked, et kvartal efter introduktionen i Sydkorea.. Dens 25 cm kortere karrosseri (3,99 m) gjorde den til en minibil, hvor forgængeren var en lille mellemklassebil. Højden (5 cm) og bredden (1,5 cm) var dog større, ligesom akselafstanden (9 cm).
I modsætning til den næsten identiske Hyundai Accent fandtes Rio II i Europa kun som hatchback, hvor den i andre lande fortsat også fandtes som sedan.

### Teknik
Anden generation af Rio blev udviklet i samarbejde med Hyundai og var næsten identisk med deres Accent. Platformen var oprindeligt lavet til Accent LC i 2000, men blev også brugt til Matrix (2001) og Getz (2002), og herefter videreudviklet til brug i Rio.
Motorprogrammet omfattede i starten to benzin- og én dieselmotor, som alle opfyldt Euro4 og fra modelår 2011 Euro5. Alle motorversioner var som standard udstyret med femtrins manuel gearkasse, mens den store benzinmotor som ekstraudstyr kunne leveres med automatgear.

### Facelift
I april 2010 fulgte et optisk diskret facelift med ny front og bagende. Modellen fik mørkere forlygter, lakerede sidebeskyttelseslister og sidespejle med integrerede blinklys (sidstnævnte kun i Spirit-modellen). I kabinen kom der rat og gearknop fra Soul, hvor instrumentlyset nu blev hvidt i stedet for orange.
Den faceliftede Rio II fandtes i to forskellige udstyrsvarianter, hvoraf den høje (Spirit) kunne udvides med ekstra udstyrspakker. Basismodellen Vision fandtes kun med den mindste motor, og kunne som det eneste ekstraudstyr leveres med klimaanlæg.
Nyt var ligeledes en klapnøgle, nye fælge og en gearskifteindikator.
- Kia Rio hatchback
(2010–2011)
- Bagfra
- Kia Rio sedan
(2010–2011)
- Kabine

### Tekniske data
|                                                | 1,4 CVVT            | 1,4 CVVT            | 1,6 CVVT                        | 1,5 CRDi                  | 1,5 CRDi                  |
| Byggeperiode                                   | 2009−2011           | 2005−2011           | 2005−2011                       | 2005−2011                 | 2005−2011                 |
| Motordata                                      |                     |                     |                                 |                           |                           |
| Motorkode                                      | G4EE                | G4EE                | G4ED                            | D4FA                      | D4FA                      |
| Motortype                                      | R4-benzinmotor      | R4-benzinmotor      | R4-benzinmotor                  | R4-dieselmotor            | R4-dieselmotor            |
| Antal ventiler pr. cylinder                    | 4                   | 4                   | 4                               | 4                         | 4                         |
| Ventilstyring                                  | DOHC, tandrem       | DOHC, tandrem       | DOHC, tandrem                   | DOHC, tandrem             | DOHC, tandrem             |
| Fødesystem                                     | Multipoint          | Multipoint          | Multipoint                      | Commonrail                | Commonrail                |
| Trykladning                                    | –                   | –                   | –                               | Turbolader, ladeluftkøler | Turbolader, ladeluftkøler |
| Køling                                         | Vandkøling          | Vandkøling          | Vandkøling                      | Vandkøling                | Vandkøling                |
| Boring × slaglængde                            | 75,5 × 78,2 mm      | 75,5 × 78,2 mm      | 76,5 × 87,0 mm                  | 75,0 × 84,5 mm            | 75,0 × 84,5 mm            |
| Slagvolume                                     | 1399 cm³            | 1399 cm³            | 1599 cm³                        | 1493 cm³                  | 1493 cm³                  |
| Kompressionsforhold                            | 10,0:1              | 10,0:1              | 10,0:1                          | 17,8:1                    | 17,8:1                    |
| Maks. effekt ved omdr./min.                    | 55 kW (75 hk) /5500 | 71 kW (97 hk) /6000 | 82 kW (112 hk) /6000            | 58 kW (79 hk) /4000       | 81 kW (110 hk) /4000      |
| Maks. drejningsmoment ved omdr./min.           | 125 Nm /4700        | 125 Nm /4700        | 146 Nm /4500                    | 170 Nm /1700              | 235 Nm /1900              |
| Kraftoverførsel                                |                     |                     |                                 |                           |                           |
| Drivende hjul                                  | Forhjul             | Forhjul             | Forhjul                         | Forhjul                   | Forhjul                   |
| Gearkasse (standardudstyr)                     | 5-trins manuel      | 5-trins manuel      | 5-trins manuel                  | 5-trins manuel            | 5-trins manuel            |
| Gearkasse (ekstraudstyr)                       | –                   | –                   | 4-trins automatisk              | –                         | –                         |
| Præstationer                                   |                     |                     |                                 |                           |                           |
| Topfart                                        | 166 km/t            | 173 km/t            | 188 km/t (173 km/t)             |                           | 176 km/t                  |
| Acceleration 0-100 km/t                        | 12,3 sek.           | 12,3 sek.           | 10,2 sek. (12,0 sek.)           |                           | 11,5 sek.                 |
| Brændstofforbrug pr. 100 km ved blandet kørsel | 6,7 liter Blyfri 91 | 6,2 liter Blyfri 95 | 6,5 liter (7,2 liter) Blyfri 95 | 4,7 liter Diesel          | 4,7 liter Diesel          |
| CO2-udslip ved blandet kørsel                  | 161 g/km            | 147 g/km            | 153 g/km (171 g/km)             | 126 g/km                  | 119 g/km                  |

1. 1 2 3  Denne motor findes ikke på det danske modelprogram
2. ↑  Værdier i ( ) gælder for versioner med automatgear.

Bemærk: Begge 1,4 CVVT-motorerne og begge 1,5 CRDi-motorerne er mekanisk identiske; den forskellige effekt er udelukkende opnået ved hjælp af motorstyringssoftwaren.

## Rio (type UB, 2011−2016)
Tredje generation af Rio blev præsenteret på Geneve Motor Show den 1. marts 2011. Danmarkspremieren fandt sted på Biler for Alle i Herning i oktober, og modellen kom ud til de danske forhandlere i november.
I Europa findes Rio III fortsat kun som hatchback, mens en 4-dørs sedan er tilgængelig i Asien og USA.
Motorprogrammet omfatter i Europa tre benzin- og to dieselmotorer med effekt fra 70 til 109 hk. I USA findes der også en større benzinmotor med 140 hk. Med undtagelse af den mindste benzinmotor har alle motorerne 6-trins manuel gearkasse som standardudstyr, mens 1,4'eren også findes med 4-trins automatgear og den amerikanske 1,6'er med 6-trins automatgear.
- Bagfra
- Kia Rio sedan (2011−)

### Tekniske data
|                                                | 1,2                 | 1,2                 | 1,4                             | 1,6                             | 1,1 CRDi                  | 1,4 CRDi                  |
| Byggeperiode                                   | 2014−               | 2011−2016           | 2011−2016                       | 2011−2016                       | 2011−2016                 | 2011−2016                 |
| Motordata                                      |                     |                     |                                 |                                 |                           |                           |
| Motorkode                                      | G4LA                | G4LA                | G4FA                            |                                 | D3FA                      | D4FC                      |
| Motortype                                      | R4-benzinmotor      | R4-benzinmotor      | R4-benzinmotor                  | R4-benzinmotor                  | R3-dieselmotor            | R4-dieselmotor            |
| Antal ventiler pr. cylinder                    | 4                   | 4                   | 4                               | 4                               | 4                         | 4                         |
| Ventilstyring                                  | DOHC, kæde          | DOHC, kæde          | DOHC, kæde                      | DOHC, tandrem                   | DOHC, tandrem             | DOHC, tandrem             |
| Fødesystem                                     | Multipoint          | Multipoint          | Multipoint                      | Direkte                         | Commonrail                | Commonrail                |
| Trykladning                                    | –                   | –                   | –                               | –                               | Turbolader, ladeluftkøler | Turbolader, ladeluftkøler |
| Køling                                         | Vandkøling          | Vandkøling          | Vandkøling                      | Vandkøling                      | Vandkøling                | Vandkøling                |
| Boring × slaglængde                            | 71,0 × 78,8 mm      | 71,0 × 78,8 mm      | 77,0 × 75,0 mm                  | 77,0 × 85,4 mm                  | 75,0 × 84,5 mm            | 75,0 × 79,0 mm            |
| Slagvolume                                     | 1248 cm³            | 1248 cm³            | 1396 cm³                        | 1591 cm³                        | 1120 cm³                  | 1396 cm³                  |
| Kompressionsforhold                            | 10,5:1              | 10,5:1              | 10,5:1                          | 11,0:1                          | 17,8:1                    | 17,0:1                    |
| Maks. effekt ved omdr./min.                    | 51 kW (70 hk) /5500 | 63 kW (85 hk) /6000 | 80 kW (109 hk) /6300            | 103 kW (140 hk) /6300           | 55 kW (75 hk) /4000       | 66 kW (90 hk) /4000       |
| Maks. drejningsmoment ved omdr./min.           | 115 Nm /4000        | 121 Nm /4000        | 137 Nm /4200                    | 167 Nm /4850                    | 180 Nm /1750−2750         | 220 Nm /1500−2750         |
| Kraftoverførsel                                |                     |                     |                                 |                                 |                           |                           |
| Drivende hjul                                  | Forhjul             | Forhjul             | Forhjul                         | Forhjul                         | Forhjul                   | Forhjul                   |
| Gearkasse (standardudstyr)                     | 5-trins manuel      | 5-trins manuel      | 6-trins manuel                  | 6-trins manuel                  | 6-trins manuel            | 6-trins manuel            |
| Gearkasse (ekstraudstyr)                       | –                   | –                   | 4-trins automatisk              | 6-trins automatisk              | –                         | –                         |
| Præstationer                                   |                     |                     |                                 |                                 |                           |                           |
| Topfart                                        | 167 km/t            | 172 km/t            | 183 km/t (170 km/t)             | 195 km/t (192 km/t)             | 160 km/t                  | 172 km/t                  |
| Acceleration 0-100 km/t                        | 13,4 sek.           | 13,1 sek.           | 11,5 sek. (13,2 sek.)           | 10,5 sek. (10,7 sek.)           | 16,1 sek.                 | 14,2 sek.                 |
| Brændstofforbrug pr. 100 km ved blandet kørsel | 5,1 liter Blyfri 95 | 6,0 liter Blyfri 95 | 6,5 liter (8,4 liter) Blyfri 95 | 6,5 liter (8,4 liter) Blyfri 95 | 3,2 liter Diesel          | 3,6 liter Diesel          |
| CO2-udslip ved blandet kørsel                  | 119 g/km            | 114 g/km            | 114 g/km (150 g/km)             |                                 | 85 g/km                   | 94 g/km                   |

1. ↑  Kun for USA
2. ↑  Værdier i ( ) gælder for versioner med automatgear.